# Ryan Gosling
Ryan Gosling, kanadski filmski, glasbenik in televizijski igralec, * 12. november 1980, Ontario, Kanada.

## Filmografija

### Film
| Leto | Naslov                      | Vloga                | Opombe               |
| ---- | --------------------------- | -------------------- | -------------------- |
| 1997 | Frankenstein and Me         | Kenny                |                      |
| 2000 | Remember the Titans         | Alan Bosley          |                      |
| 2001 | The Believer                | Danny Balint         |                      |
| 2002 | Murder by Numbers           | Richard Haywood      |                      |
| 2002 | The Slaughter Rule          | Roy Chutney          |                      |
| 2003 | The United States of Leland | Leland P. Fitzgerald |                      |
| 2004 | The Notebook                | Noah Calhoun         |                      |
| 2005 | Stay                        | Henry Letham         |                      |
| 2006 | Half Nelson                 | Dan Dunne            |                      |
| 2007 | Fracture                    | Willy Beachum        |                      |
| 2007 | Lars and the Real Girl      | Lars Lindstrom       |                      |
| 2010 | Blue Valentine              | Dean Pereira         | producent            |
| 2010 | All Good Things             | David Marks          |                      |
| 2010 | Regeneration                | Narrator             | producent            |
| 2011 | Crazy, Stupid, Love         | Jacob Palmer         |                      |
| 2011 | Drive                       | The Driver           |                      |
| 2011 | The Ides of March           | Stephen Meyers       |                      |
| 2012 | The Place Beyond the Pines  | Luke Glanton         |                      |
| 2013 | Gangster Squad              | Sgt. Jerry Wooters   |                      |
| 2013 | Only God Forgives           | Julian               | producent            |
| 2013 | White Shadow                |                      | producent            |
| 2014 | Lost River                  |                      | producent in režiser |
| 2015 | The Big Short               | Jared Vennett        |                      |
| 2016 | The Nice Guys               | P.I. Holland March   |                      |
| 2016 | La La Land                  | Sebastian Wilder     |                      |
| 2017 | Song to Song                | BV                   |                      |
| 2017 | Blade Runner 2049           | K                    | producent            |